# Alencar (piłkarz)
Manoel Alencar Monte (ur. 6 września 1892 w São Paulo, zm. ?) – piłkarz brazylijski, grający na pozycji napastnika.
Urodzony w São Paulo Alencar karierę piłkarską rozpoczął w 1907 roku w miejscowym klubie Americano, w którym grał do 1913 roku. Z Americano zdobył mistrzostwo Stanu São Paulo – Campeonato Paulista w 1912 roku. W 1914 przeszedł do Ypirangi, w której grał do 1915. W tym samym roku zaliczył krótki epizod w innym klubie z São Paulo - Mackenzie, po czym ponownie grał w Americano (1915–1916). W 1917 przeszedł do São Bento, w którym skończył karierę w 1919 roku.
Jako piłkarz Americano wziął udział w turnieju Copa América 1916, czyli pierwszych w dziejach oficjalnych mistrzostwach kontynentalnych. Brazylia zajęła trzecie miejsce, a Alencar zagrał we wszystkich trzech meczach – z Chile (jego debiut w reprezentacji), Argentyną i Urugwajem. W reprezentacji rozegrał 4 mecze i strzelił 1 bramkę.